# Zoë Tauran
Zoë Tauran (Roden, 31 maart 1997) is een Nederlands zangeres. Ze heeft naast haar carrière als zangeres ook succes op het sociale mediaplatform TikTok, waar ze haar muziek deelt en een breed publiek bereikt.

## Achtergrond
Tauran is deels van Molukse komaf. Haar vader is Moluks, moeder Nederlands. Ze groeide op binnen de Molukse gemeenschap van Noord-Drenthe. Ze beschouwt zichzelf ook Moluks. Op haar negentiende trok ze naar Amstelveen, even later naar Amsterdam. Tauran begon al vroeg met zingen, vooral thuis, ze was uiterst verlegen en gesloten. Haar ouders en drie zussen hadden soms weleens genoeg van dat zingen en neuriën. De verhuizing naar West-Nederland zorgde ervoor dat ze iets assertiever werd. In 2025 gaf ze aan dat haar muzikale voorbeelden Luther Vandross, Michael Jackson, Lauryn Hill en Angie Stone zijn. Ook de Molukse bands Massada (beroeps) en The Black Pearls (familieband) hadden invloed op haar. 

## Muziekwereld
Tauran deed in 2012 mee aan televisieprogramma The Voice Kids, maar verkreeg haar eerste bekendheid toen zij in 2014 als onderdeel van de meidengroep TP4Y meedeed aan talentenjacht Holland's Got Talent. De groep ging na hun auditie direct door naar de liveshows van het programma en behaalde uiteindelijk de derde plaats. Ze brachten de nummers Kisses en La La Love uit, maar gingen in 2018 uit elkaar zonder een grote hit te scoren.
De zangeres ging verder als soloartiest en was te horen op enkele tracks met artiesten als Jonna Fraser en Bilal Wahib. Met Fraser bereikte ze in 2017 al de Single Top 100 met het lied Solo bent. In 2022 brak ze door met het lied Solo, een samenwerking met Bilal Wahib. Het nummer stond vier weken in de Top 40, en ze ontving een platina plaat voor dit nummer. Daarna volgde een remix van het nummer Amazin' van Idaly, samen met Ronnie Flex, en Gebruik me, een samenwerking met Frenna, wat haar een gouden plaat opleverde. Ze werkte ook samen met Kris Kross Amsterdam en Ronnie Flex aan het nummer Adrenaline.
In 2023 bracht Tauran haar eerste solo-single uit, Therapie. Het nummer gaat over haar recente relatiebreuk en heeft ook een plek in de hitlijsten weten te bereiken. Ze deelde de eerste fragmenten van Therapie al op haar TikTok-account voordat het officieel werd uitgebracht, wat bijdroeg aan de populariteit van het nummer.
Op 30 mei 2025 bracht ze haar tweede studioalbum uit getiteld Turbulentie. Ter promotie gaf ze op 24 mei een concert in het Amsterdamse Bostheater. Ze werd ter begeleiding daarvan geïnterviewd in Het Parool (rubriek De Klapstoel) van 24 mei 2025.  

## Discografie

### Albums
| Album      | Verschijnen | Label             | Hitlijsten | Hitlijsten | Hitlijsten | Hitlijsten | Opmerkingen                        |
| Album      | Verschijnen | Label             | BE (VL)    | BE (VL)    | NL         | NL         | Opmerkingen                        |
| Album      | Verschijnen | Label             | Piek       | Weken      | Piek       | Weken      | Opmerkingen                        |
| ---------- | ----------- | ----------------- | ---------- | ---------- | ---------- | ---------- | ---------------------------------- |
| Zoë Tauran | 26 mei 2023 | Universal Records | 136        | 2          | 6          | 18         | Studioalbum / Platina in Nederland |

### Nummers met notering(en) in een hitlijst
| Lied                                                 | Verschijnen       | Album                         | Hitlijsten | Hitlijsten | Hitlijsten  | Hitlijsten  | Hitlijsten   | Hitlijsten   | Opmerkingen                        |
| Lied                                                 | Verschijnen       | Album                         | BE (VL)    | BE (VL)    | NL (Top 40) | NL (Top 40) | NL (Top 100) | NL (Top 100) | Opmerkingen                        |
| Lied                                                 | Verschijnen       | Album                         | Piek       | Weken      | Piek        | Weken       | Piek         | Weken        | Opmerkingen                        |
| ---------------------------------------------------- | ----------------- | ----------------------------- | ---------- | ---------- | ----------- | ----------- | ------------ | ------------ | ---------------------------------- |
| Solo bent (met Jonna Fraser)                         | 27 oktober 2017   | Blessed II (van Jonna Fraser) | —          | —          | —           | —           | 64           | 1            |                                    |
| Solo (met Bilal Wahib)                               | 6 mei 2022        | Zoë Tauran                    | —          | —          | 26          | 4           | 6            | 23           | Platina in Nederland               |
| Gebruik me (met Frenna)                              | 5 augustus 2022   | Zoë Tauran                    | —          | —          | 27          | 4           | 2            | 16           | Goud in Nederland                  |
| Adrenaline (met Kris Kross Amsterdam en Ronnie Flex) | 15 september 2022 | Zoë Tauran                    | 8          | 24         | 6           | 18          | 6            | 54           | Alarmschijf / Platina in Nederland |
| Therapie                                             | 20 januari 2023   | Zoë Tauran                    | —          | —          | 5           | 16          | 3            | 24           | Platina in Nederland               |
| Er was eens een meid                                 | 31 maart 2023     | Zoë Tauran                    | —          | —          | tip19       | —           | 78           | 1            |                                    |
| Outside (met Bilal Wahib)                            | 12 mei 2023       | Zoë Tauran                    | —          | —          | tip4        | —           | 18           | 8            |                                    |
| Monster                                              | 27 oktober 2023   | —                             | —          | —          | 15          | 7           | 7            | 13           |                                    |
| Alles op gevoel (met Flemming en Ronnie Flex)        | 5 januari 2024    | —                             | —          | —          | 4           | 7*          | 2            | 7*           |                                    |
| Verpest (met Bilal Wahib)                            | 26 januari 2024   | —                             | —          | —          | tip14       | —           | 54           | 2            |                                    |